# Thomas F. Wilson
Pour les articles homonymes, voir Thomas Wilson (homonymie) et Wilson.
Thomas Francis Wilson Jr est un acteur américain né le 15 avril 1959 à Philadelphie en Pennsylvanie.
Il est surtout connu pour son rôle de Biff Tannen, l'ennemi juré de la famille McFly dans la trilogie Retour vers le futur. Il a également tenu le rôle du Coach Fredericks dans la série Freaks and Geeks.

## Biographie
Il commence sa carrière artistique à l'Université d'État de l'Arizona où il étudie les sciences politiques tout en étant joueur de tuba dans l'orchestre universitaire. Puis il s'inscrit à l'American Academy of Dramatic Arts où il fait ses débuts d'acteur dans des One-man-shows.
Il est révélé au grand public grâce au film Retour vers le futur (1985) dans le rôle du "méchant" Biff Tannen. Il reprendra ce rôle dans les deux autres films de la trilogie, interprétant non seulement Biff Tannen mais aussi son petit-fils Griff (en 2015) et son arrière-grand-père Buford (en 1885), il est doublé en français par le comédien Richard Darbois. Et il reprend le rôle de Biff Tannen dans Back to the Future: The Ride.
Par la suite, il est apparu dans les jeux vidéo Wing Commander sur CD-ROM, aux côtés de Mark Hamill, a incarné le coach Fredericks dans la série Freaks and Geeks, et a prêté sa voix pour de nombreux dessins animés.
Il est également peintre (ses toiles sont souvent des reproductions de jouets ou jeux pour enfants) et photographe (ses clichés sont exposés au California Museum of Photography)[réf. nécessaire].
Aujourd'hui encore, il est abordé dans la rue par des fans uniquement pour le questionner autour de son rôle de Biff Tannen. Pour éviter le harcèlement, il s'exprime avec humour à travers la chanson Biff's Question Song.

## Filmographie sélective

### Cinéma
- 1985 : Los Angeles Streetfighter
- 1985 : Retour vers le futur (Back to the Future) : Biff Tannen
- 1986 : Week-end de terreur (April Fool's Day) : Arch Cummings
- 1986 : Six hommes pour sauver Harry : Pachowski
- 1987 : Smart Alex : Lieutenant Stevenson
- 1988 : Action Jackson de Craig R. Baxley : Officier Komblau
- 1989 : The Last Ride : Buck Johnson III
- 1989 : Retour vers le futur 2 (Back to the Future Part II) : Biff Tannen / Griff Tannen
- 1990 : Retour vers le futur 3 (Back to the Future Part III) : Bufford Tannen / Biff Tannen
- 1991 : Back to the Future: The Ride : Biff Tannen
- 1991 : High Strung : Al
- 1993 : Les Princes de la ville : Rollie
- 1994 : Mr Write : Billy
- 1994 : Caroline at Midnight (en) : Officier Keaton
- 1994 : Camp Nowhere : Lieutenant Eliot Hendricks
- 1995 : Drôle de singe (Born to be wild) : Inspecteur Lou Greenberg
- 1999 : Le Nouvel Espion aux pattes de velours : Melvin
- 2006 : Zoom : L'Académie des super-héros : Le professeur de Dylan (crédité en tant que Tom Wilson)
- 2009 : The Informant! de Steven Soderbergh : Mark Cheviron  (crédité en tant que Tom Wilson)
- 2009 : House Broken (en) : Henry Decker
- 2012 : Atlas Shrugged: Part II de John Putch : Robert Collins
- 2013 : Les Flingueuses (The Heat) : Captain Frank Woods
- 2024 : Tom Wilson: Humbly Super Famous de Thomas F. Wilson : Lui-même (film documentaire)

### Télévision
- 1983 : K2000 (saison 2, épisode 13) : Chip
- 1996 : Sabrina, l'apprentie sorcière (saison 1, épisode 6) : Simon
- 1997 : Loïs et Clark : Les Nouvelles Aventures de Superman (saison 4, épisode 12): Carter Landry
- 1999 : Freaks and Geeks : Le coach Ben Fredericks (6 épisodes, 1999-2000)
- 2002 : Do Over (5 épisodes) : Dorsey, le prof de sport
- 2003 : Mon oncle Charlie (saison 1, épisode 1) : Mike
- 2006 : Ghost Whisperer : Tim Flaherty (saison 2 et 4) (6 épisodes)
- 2006 : Help Me Help You : Kenny
- 2007 : Bones (saison 3, épisode 12 : Lorsque l'enfant paraît...) : Joe Barnet, le directeur de l'usine de pneus
- 2009 : Dr House : Tom Wilson (saison 4, épisode 6) : le père de la jeune femme pilote de Dragster qui tombe malade au début de l'épisode
- 2009 : Psych : Enquêteur malgré lui (saison 4, épisode 8 : La Nuit du loup-garou...) : Butch Zielinski, le concurrent du père de Shawn pour gagner le pick-up
- 2016 : The Ranch (Saison 1, épisode 3: Ancien champion (The Boys of Fall)) : Coach Fitzgerald
- 2017 : Training Day (Saison 1, épisode 7: Quid Pro Quo (Quid Pro Quo): Gary Millstone
- 2018 : DC's Legends Of Tomorrow (saison 4) : Henry "Hank" Heywood, le père de Nate
- 2020 : NCIS : Enquêtes spéciales : (Saison 18, épisode 3: Chasse au trésor (Blood and Treasure) : Angus Demint

### Doublage

#### Cinéma
- 2003 : Les Énigmes de l'Atlantide : Carnaby

#### Télévision
- 1993 : La Panthère rose (The Pink Panther)
- 1991 - 1992 : Retour vers le futur (série télévisée d'animation) : Biff Tannen et autres membres de la famille Tannen.
- 1993 : Batman (Batman: The Animated Series) : Anthony "Tony" Zucco
- 2021 : Spidey et ses amis extraordinaires (Spidey and His Amazing Friends) : l'Homme-sable

#### Jeux vidéo
- 1994 : Wing Commander III : Cœur de tigre (Wing Commander III - Heart of the Tiger) : Le major Todd "Maniac" Marshall
- 1995 : Wing Commander IV : Le Prix de la liberté (Wing Commander IV - The price of freedom) : Le major Todd "Maniac" Marshall
- 1997 : Wing Commander: Prophecy : Le major Todd "Maniac" Marshall
- 2010 : Spider-Man : Dimensions : Electro (dimension Ultimate)

## Voix françaises
- Richard Darbois dans :
  - Retour vers le futur
  - Retour vers le futur 2
  - Retour vers le futur 3
- Patrick Béthune dans :
  - The Informant!
  - Les Flingueuses

et aussi
- Éric Baugin dans Week-end de terreur
- Lionel Henry dans Action Jackson
- Michel Vigné dans Les Princes de la ville
- Emmanuel Garijo dans Lois et Clark : Les Nouvelles Aventures de Superman (série télévisée)
- Mark Lesser dans Help Me Help You (série télévisée)
- Antoine Nouel dans Freaks and Geeks (série télévisée)
- Jean-Jacques Nervest dans Ghost Whisperer (série télévisée)
- Jean-François Aupied dans The Ranch (série télévisée)

## Distinction
- Saturn Award 1991 : meilleur acteur dans un second rôle pour Retour vers le futur 3